# USS Achernar (AKA-53)
El USS Achernar (AKA-53) fue un transporte anfibio de material de la clase Andrómeda que estuvo al servicio de la Armada de los Estados Unidos: lleva el nombre de la estrella Achernar, ubicada en el extremo sur de la constelación de Eridanus.

## Historial

### Armada de los Estados Unidos
Fue puesto en grada el 6 de septiembre de 1943 en los astilleros Federal Shipbuilding and Drydock Company en Kearny, Nueva Jersey, y fue botado el 3 de diciembre de 1943, siendo la madrina del acto la señora Adela Rogers St. John. Entró en servicio el 31 de enero de 1944, encontrándose al mando el comandante H. R. Stevens.
El 2 de febrero de 1965 fue dado de baja en el registro naval de buques y trasferido a España en Nueva York dentro de los términos del Programa de Asistencia Mutua.

### Armada Española
Sirvió en la Armada Española con el nombre y numeral de Castilla (TA-21), siendo el décimo buque en portar el citado nombre. En marzo de 1969, durante la crisis diplomática entre España y Guinea Ecuatorial, participó en la evacuación de los españoles residentes en Guinea Ecuatorial, junto al crucero pesado Canarias, el cañonero Pizarro (F-31), la corbeta Descubierta (F-51), el petrolero Teide (A-11) y el buque de transporte Aragón.
En noviembre de 1975, ante la marcha verde, se concentró en Las Palmas de Gran Canaria junto a otros 13 buques de la Armada Española. El 1 de enero de 1982, fue dado de baja en la Armada Española y desguazado en 1987.